# Hou
Pour les articles homonymes, voir Hou (homonymie).
Dans la mythologie égyptienne, Hou est le verbe créateur. Dans cette cosmogonie memphite, il est associé au démiurge Ptah.
Il représente le processus de concrétisation. Dans le livre de l'Amdouat, il se trouve à l'avant dans la barque solaire à côté de Sia qui lui, est à l'arrière. Il dirige la barque solaire de Ré dans son parcours nocturne.
Hou et Sia sont les dieux qui guident le soleil dans ses transformations nocturnes jusqu'à ce qu'il sorte régénéré et victorieux à l'aube.
« Nom des deux pilotes qui dirigent la barque nocturne de Rê dans sa navigation souterraine. Hou est à l'avant de la barque et Sia à l'arrière ».
Les textes des sarcophages, alors qu'ils assimilent le mort à Rê, dévoilent une partie de la cosmologie memphite ; Rê est celui qui a créé Hou et qui est Hou lui-même : « Je suis Rê qui est sorti du Noun [...] Je suis celui qui a créé Hou [...] Je suis Hou ».